# Mees Vos
Mees Synco Dirk Vos (Amsterdam, 5 maart 1994) is een Nederlandse hoornist.

## Opleiding en werk
Na zijn vooropleiding aan het Koninklijk Conservatorium en studie aan het Conservatorium van Amsterdam waar hij zijn bachelor behaalde, studeerde Vos verder aan de Hochschule für Musik Franz Liszt in Weimar bij prof. Jörg Brückner. Al tijdens zijn studie in Duitsland werd hij aangesteld als solo-hoornist bij de Staatskapelle Weimar, waar hij in 2020 stopte en de overstap maakte naar Phion in Arnhem, het fusie-orkest van het voormalige Gelders Orkest en Orkest van het Oosten.
Vos speelt regelmatig bij toonaangevende orkesten en ensembles in binnen- en buitenland zoals het Koninklijk Concertgebouworkest, Het Budapest Festival Orkest, Het Verbier Festival Orkest en de Deutsche Kammerphilharmonie Bremen en speelde onder dirigenten als Valery Gergiev, Iván Fischer, Jaap van Zweden, Christoph Eschenbach, Herbert Blomstedt en Karina Canellakis.
Tevens is Vos hoofdvakdocent hoorn aan Het Koninklijk Conservatorium in Den Haag. In 2021 volgde hij Ward Assmann op als voorzitter van Het Nederlands Hoornisten Genootschap.
Vos heeft zijn eigen ensemble, Trio Reynaerde, met Laurens de Man op piano en orgel en Emma Roijackers op viool.
In 2023 speelde Vos als solist het tweede hoornconcert van Richard Strauss bij Phion onder leiding van dirigent Katchung Wong.